# Pomona (Nueva York)
Pomona es una villa ubicada en el condado de Rockland en el estado estadounidense de Nueva York. En el año 2000 tenía una población de 2,726 habitantes y una densidad poblacional de 433.6 personas por km². Pomona se encuentra ubicada dentro de los pueblos de Ramapo y Haverstraw.

## Geografía
Pomona se encuentra ubicada en las coordenadas 41°11′11″N 74°3′20″O / 41.18639, -74.05556. Según la Oficina del Censo, la ciudad tiene un área total de 6,3 km² (2,4 mi²), de la cual 6,3 km² (2,4 mi²) es tierra y 0 km² (0 mi²) (0%) es agua.

## Demografía
Según la Oficina del Censo en 2000 los ingresos medios por hogar en la localidad eran de $103,608, y los ingresos medios por familia eran $108,399. Los hombres tenían unos ingresos medios de $72,857 frente a los $48,958 para las mujeres. La renta per cápita para la localidad era de $43,946. Alrededor del 2.0% de la población estaban por debajo del umbral de pobreza.